# S.S. Felice Scandone
S.S. Felice Scandone je talijanski košarkaški klub iz Avellina. Zbog sponzorskih razloga klub nosi ime Air Avellino. Klub trenutačno igra u talijanskoj Lega A Basket Serie A i Euroligi.

## Poznati igrači
| - Cristiano Grappasonni - Terry Dozier - Marco Lokar - Walter Bond - Cuonzo Martin - Sergio Mastroianni - Spencer Dunkley - Steve Burtt Sr. - Tellis Frank - Michele Maggioli - Yegor Mescheriakov - Herbert Jones - Norman Nolan - Nate Erdmann | - Sérgio Ramos - Sidney Johnson - Gregor Hafnar - Dan Callahan - Tyrone Grant - Jarod Stevenson - Jamal Robinson - Thalamus McGhee - Geno Carlisle - Larry Middleton - David Vanterpool - Dusan Jelić Koutsopoulos - James Collins - Ante Grgurević | - Christopher Massie - Nate Green - Harold Jamison - Arijan Komazec - Damon Williams - Ignacio "Nacho" Rodilla - David Young - Brandon Brown - Ramel Curry - Jason Capel - Alex Righetti - Marques Green - Devin Smith |

## Vanjske poveznice
- Službena stranica

| Air Avellino | Air Avellino |
| --- | ------------ |
| |              |
| 6 Porta \| − Lauwers \| − Szewczyk \| − Dee Brown \| − Cortese \| − Napodano \| − Iannicelli \| − Akyol \| − Dylewicz \| − Troutman \| − Casoli \| −Nelson Trener: Pancotto |              |

| Air Avellino | Air Avellino |
| --- | ------------ |
| |              |
| 6 Porta \| − Lauwers \| − Szewczyk \| − Dee Brown \| − Cortese \| − Napodano \| − Iannicelli \| − Akyol \| − Dylewicz \| − Troutman \| − Casoli \| −Nelson Trener: Pancotto |              |

| Serie A (2009./10.) | Serie A (2009./10.) |
| --- | ------------------- |
| |                     |
| Air Avellino \| Angelico Biella \| Armani Jeans Milano \| Bancatercas Teramo \| Benetton Basket Treviso \| Carife Ferrara \| Cimberio Varese \| Eldo Caserta \| La Fortezza Bologna \| Lottomatica Roma \| Montepaschi Siena \| NGC Cantù \| Premiata Montegranaro \| Scavolini-Spar Pesaro \| Solsonica Rieti \| Vanoli Soresina |                     |

| Serie A (2009./10.) | Serie A (2009./10.) |
| --- | ------------------- |
| |                     |
| Air Avellino \| Angelico Biella \| Armani Jeans Milano \| Bancatercas Teramo \| Benetton Basket Treviso \| Carife Ferrara \| Cimberio Varese \| Eldo Caserta \| La Fortezza Bologna \| Lottomatica Roma \| Montepaschi Siena \| NGC Cantù \| Premiata Montegranaro \| Scavolini-Spar Pesaro \| Solsonica Rieti \| Vanoli Soresina |                     |

| Euroliga 2008./09.         | Euroliga 2008./09. |
| -------------------------- | --- |
|                            | |
| Prvak                      | Panathinaikos |
|                            | |
| Finalist                   | CSKA Moskva |
|                            | |
| Treće mjesto               | Regal FC Barcelona |
|                            | |
| Četvrto mjesto             | Olympiakos |
|                            | |
| Ispali u četvrtfinalu      | Montepaschi Siena • Partizan Igokea • Real Madrid • TAU Cerámica                                                                          |
|                            | |
| Stigli do Top 16           | AJ Milano • ALBA Berlin • Asseco Prokom Sopot • Cibona Zagreb • Fenerbahçe Ülker • Lottomatica Rim • Maccabi Tel Aviv • Unicaja Málaga    |
|                            | |
| Ispali u regularnom dijelu | Air Avellino • DKV Joventut • Fenerbahçe Ülker • Le Mans • Panionios OnTelecoms • SLUC Nancy • Union Olimpija Ljubljana • Žalgiris Kaunas |

| Euroliga 2008./09.         | Euroliga 2008./09. |
| -------------------------- | --- |
|                            | |
| Prvak                      | Panathinaikos |
|                            | |
| Finalist                   | CSKA Moskva |
|                            | |
| Treće mjesto               | Regal FC Barcelona |
|                            | |
| Četvrto mjesto             | Olympiakos |
|                            | |
| Ispali u četvrtfinalu      | Montepaschi Siena • Partizan Igokea • Real Madrid • TAU Cerámica                                                                          |
|                            | |
| Stigli do Top 16           | AJ Milano • ALBA Berlin • Asseco Prokom Sopot • Cibona Zagreb • Fenerbahçe Ülker • Lottomatica Rim • Maccabi Tel Aviv • Unicaja Málaga    |
|                            | |
| Ispali u regularnom dijelu | Air Avellino • DKV Joventut • Fenerbahçe Ülker • Le Mans • Panionios OnTelecoms • SLUC Nancy • Union Olimpija Ljubljana • Žalgiris Kaunas |